# Rudolfingen
Rudolfingen är en ort i kommunen Trüllikon i kantonen Zürich i Schweiz. Den ligger cirka 7 kilometer sydost om Schaffhausen och cirka 16,5 kilometer nordväst om Winterthur. Orten har cirka 266 invånare (2021).